# Miyabi Fujieda
藤枝 雅
Œuvres principales
- Kotonoha no miko to kotodama no majo to

Autres ouvrages :
- Twinkle Saber Nova
- Iono-sama Fanatics
- Ameiro kōchakan kandan
- Otomeiro Stay Tune

Miyabi Fujieda (藤枝 雅, Fujieda Miyabi) est une mangaka et illustratrice japonaise née le 20 juin 1975 à Mito dans la préfecture d'Ibaraki. Elle est connue pour être l'auteure des mangas yuri Kotonoha no miko to kotodama no majo to, Iono-sama Fanatics (en) et Ameiro kōchakan kandan (it), prépubliés dans les magazines Yuri Shimai, puis Comic Yuri Hime de l'éditeur Ichijinsha.

## Œuvres
- 2004 : Twinkle Saber Nova (ティンクルセイバーNova, Tinkuru Seiba Nova?)
- 2004-2006 : Iono-sama Fanatics (いおの様ファナティクスQ, Iono-sama Fanatikusu?)
- 2004-2006 : Kotonoha no miko to kotodama no majo to (ことのはの巫女とことだまの魔女と?)
- 2006-2011 : Ameiro kōchakan kandan (飴色紅茶館歓談?)
- 2007 : Otomeiro Stay Tune! (乙女色Stay Tune!?)

### Illustrations
- 2005 : Alice Quartet OBBLIGATO (アリスカルテット オブリガート?)